# Шаблон невиртуального интерфейса
Шаблон невиртуального интерфейса (англ. non-virtual interface pattern, NVI) управляет переопределением методов в базовом классе. Такие методы могут вызываться из клиентского кода и переопределяемых методов, содержащих основную функциональность. Этот шаблон тесно связан с шаблонным методом. Шаблон невиртуального интерфейса имеет все преимущества неабстрактного метода, вызывающего абстрактные методы, выполняющие реальную работу. Этот уровень косвенности позволяет выполнять операции до и после абстрактных операций — как непосредственно, так и при условии возможных непредвиденных изменений в будущем. Шаблон невиртуального интерфейса может быть использован с весьма малыми затратами на производство программного обеспечения и его высокой производительностью. Многие коммерческие программные фреймворки используют шаблон невиртуального интерфейса.

## Преимущества и недостатки
Использование этого шаблона приводит к разделению интерфейса класса на два отдельных интерфейса:
1. Клиентский интерфейс: общедоступный невиртуальный интерфейс.
2. Интерфейс подкласса: закрытый интерфейс, который может иметь любую комбинацию виртуальных и невиртуальных методов.

С такой структурой проблема хрупкого базового класса смягчается. Единственным недостатком является то, что код немного увеличен в размерах.

## Пример на C#
```
public
 
abstract
 
class
 
Saveable

{

    
// Фиксированная обработка определена в невиртуальном интерфейсе.

    
// Поведение, определённое таким образом, наследуется всеми производными классами.

    
// Например, создание и фиксация транзакции.

    
public
 
void
 
Save
()

    
{

        
Console
.
WriteLine
(
"Creating transaction"
);

        
CoreSave
();

        
Console
.
WriteLine
(
"Committing transaction"
);

    
}

    
// Варианты обработки определяются в интерфейсах подклассов.

    
// Это поведение может быть настроено по мере необходимости подклассами.

    
// Например, конкретная реализация сохранения в базе данных.

    
protected
 
abstract
 
void
 
CoreSave
();

}

public
 
class
 
Customer
 
:
 
Saveable

{

    
public
 
string
 
Name
 
{
 
get
;
 
set
;
 
}

    
public
 
decimal
 
Credit
 
{
 
get
;
 
set
;
 
}

    
protected
 
override
 
void
 
CoreSave
()

    
{

        
Console
.
WriteLine
(
"Saved customer {0} with credit limit {1}"
,
 
Name
,
 
Credit
);

    
}

}

```